# Златоустовка (Фёдоровский район)
Златоустовка (баш. Златоустовка) — деревня в Федоровском районе Республики Башкортостан Российской Федерации. Входит в состав Бала-Четырманского сельсовета.

## География

### Географическое положение
Расстояние до:
- районного центра (Фёдоровка): 31 км,
- центра сельсовета (Бала-Четырман): 8 км,
- ближайшей ж/д станции (Мелеуз): 51 км.

Находится на правом берегу реки Ашкадар.

## Население
| 2002 | 2009 | 2010 |
| ---- | ---- | ---- |
| 286  | →286 | ↘279 |

Национальный состав
Согласно переписи 2002 года, преобладающие национальности — русские (53 %), башкиры (28 %).